# مارتن بيدو
مارتن بيدو (بالإنجليزية: Martin Beddoe)‏ هو قاضي بريطاني، ولد في 7 يوليو 1955.